# Pontonx-sur-l'Adour
Pontonx-sur-l'Adour is een gemeente in het Franse departement Landes (regio Nouvelle-Aquitaine). De plaats maakt deel uit van het arrondissement Dax. Pontonx-sur-l'Adour telde op 1 januari 2022 2.975 inwoners.

## Geografie
De oppervlakte van Pontonx-sur-l'Adour bedroeg op 1 januari 2022 49,42 vierkante kilometer; de bevolkingsdichtheid was toen 60,2 inwoners per km².

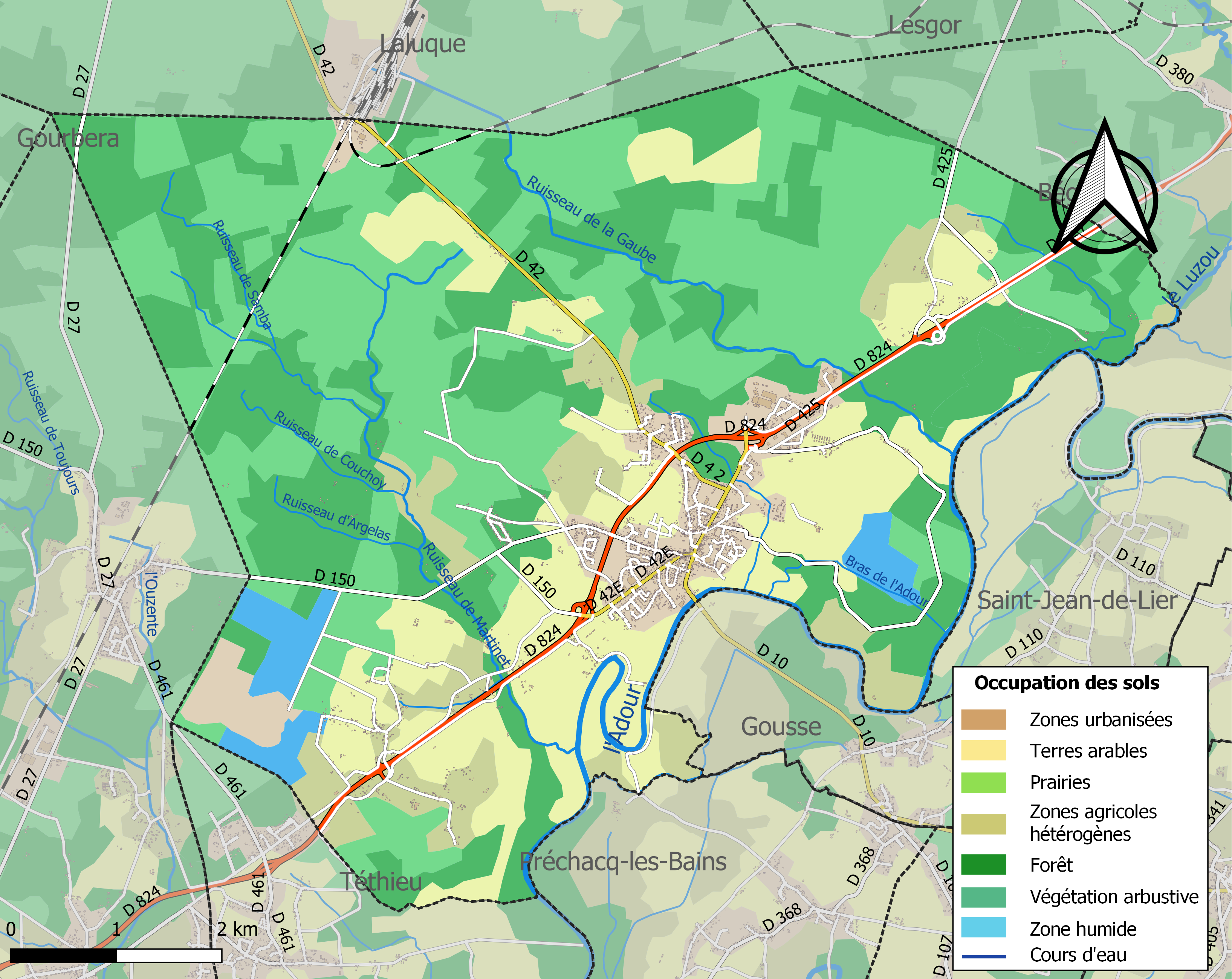
Kaart van de gemeente met de belangrijkste infrastructuur, bodemgebruik en omliggende gemeenten

## Demografie
Onderstaande figuur toont het verloop van het inwonertal (bron: INSEE-tellingen).